# Walter Wigand
Walter Wigand (* 10. August 1956) ist ein deutscher Synchronsprecher, Hörspielsprecher, Schauspieler und Musikproduzent.

## Leben und Karriere
Seine erste Schauspielrolle hatte er 1975 in dem TV-Zweiteiler Tadellöser & Wolff, danach war er in mehreren Fernseh- und Theaterproduktionen tätig.
Seit den 1980er Jahren konzentriert er sich vornehmlich auf seine Sprechertätigkeit. Als Synchronsprecher ist er in zahlreichen Filmen und Serien zu hören, darunter bekannte Kinderserien wie Rockos modernes Leben, Thomas & seine Freunde, Die tollen Fußballstars oder Naruto. Weiterhin wirkt er mit seiner Stimme in Hör- und Videospielen sowie Werbeproduktionen mit. Wigand betätigt sich außerdem als Musiker und Musikproduzent und ist in der kubanischen Musikszene aktiv.
2021 und 2022 war er in der Spiegel-TV-Reportage Der Penny-Markt auf der Reeperbahn zu sehen.
Im Jahr 2024 wurde er durch Spiegel TV sowohl beruflich als auch privat begleitet, die Sendung wurde auf Sat.1 ausgestrahlt.
Wigand lebt in Hamburg.

## Synchronisation (Auswahl)

### Filme
- 1990: Cary-Hiroyuki Tagawa in Showdown in L.A. als Hugh Benny
- 1990: Jay Brazeau in Stephen Kings Es als Taxifahrer
- 1990: Rodrigo Obregón in Guns – Sex Frauen Räumen Ab als Large Marge
- 1991: Robert Nolan in Tigerkralle als Roberts
- 1991: E. E. Bell in Visionen des Schreckens als Empfangsmitarbeiter
- 1992: Steve Bond in The Smile of the Fox  als Mark Derrick
- 1993: Jeff Bennett in Batman und das Phantom als lachender Biker
- 1993: Kurt Egelhof in Cyborg Cop als Rastaman
- 1994: Steve Zurk in Bio Creature – Rückkehr des Grauens als Mike Reardon
- 1994: Robert LaSardo in Blood Run – Die geheimnisvolle Frau als Spike
- 1995: Kennetch Charlette in Pocahontas – Die Legende  als Opachisco
- 2003: Jordi Caballero in I Witness – Nur tote Zeugen schweigen als Captain Madrid
- 2013: Brad Kelly in Operation Olympus – White House Taken als Halan
- 2018: Giorgio Francesco Palombi in Mein Name ist Somebody als Schläger in der Kneipe
- 2019: Makram Khoury in  Spider in the Web als Nader Khadir
- 2020: Nick Vallelonga in Paydirt als Leo Cap

### Serien
- 1991: Rudolph Willrich in Hör mal, wer da hämmert als Franco
- 1991–1994: Eddie Korbich in Doug als Al Sleech
- 1993–1996: Tom Kenny in Rockos modernes Leben als Heffer Wolf
- 1993: Brian Thompson in Walker, Texas Ranger als Leo Cale
- 1996–1999: Doug Parker in Transformers: Beast Wars als Terrorsaur
- 2007: Brian Leckner in Dr. House als Ivan
- 2007–2017: Nobuaki Fukuda in Naruto Shippuden als Choza Akimichi
- 2007–2017: Kousuke Gotou in Naruto Shippuden als Genbu
- 2007–2017: Shinobu Matsumoto in Naruto Shippuden als Tajima Uchiha
- 2016: Simon Poland in The Crown als Chefwissenschaftler
- 2018: Richard Zeppieri in Titans als Tony Zucco

## Fernsehen (Auswahl)
- 2007: Gute Mädchen, böse Mädchen
- 2011: DAS!
- 2021–2022 & 2024: Der Penny-Markt auf der Reeperbahn